# پویا نوروزی‌نژاد
پویا نوروزی نژاد (زادهٔ تیر ۱۳۷۳، اردبیل) بازیکن هندبال ایرانی است که در پست پخش در باشگاه کوبرگ آلمان و تیم ملی هندبال ایران بازی می‌کند.

## حضور در تیم ملی ایران
نوروزی نژاد در مسابقات قهرمانی جهان در سال ۲۰۱۵ عضو تیم ملی هندبال ایران بود. هم‌چنین در مسابقات قهرمانی آسیا در سال ۲۰۱۶ شرکت کرد که در میانهٔ مسابقات به دلیل شکستگی دست، از همراهی تیم بازماند. تعدادی از دانش‌آموزان شهر فردوس (که نوروزی نژاد عضو تیم منیزیم این شهر است) در حمایت از نوروزی نژاد دست خود را گچ گرفتند.

### مسابقات بین‌المللی
قهرمانی آسیا
- منامه ۲۰۱۶

بازی‌های آسیایی
- دوحه ۲۰۱۴[۶]

قهرمانی جهان
- دوحه ۲۰۱۵